# Bonifati
Bonifati är en ort och kommun i provinsen Cosenza i regionen Kalabrien i Italien. Kommunen hade 2 788 invånare (2017).